# 470
470 (CDLXX) je bilo navadno leto, ki se je po julijanskem koledarju začelo na petek.

## Dogodki
- 1. januar

## Rojstva
Neznan datum
- Dionizij Eksiguus Mali, skitski menih (približni datum) († okoli 556)
- Teudis, kralj Vizigotov († 548)